# KMail
KMail — клиент электронной почты, созданный в рамках проекта KDE. Распространён в операционных системах семейства UNIX.
Поддерживает SMTP, POP3, IMAP, локальные почтовые ящики. Отображение писем в текстовом формате и в HTML (используя KHTML) с поддержкой различных кодировок. Есть возможности, повышающие удобства работы с письмами, включая цветовое выделение, фильтры, показ фотографий отправителя, привязанных к записям в адресной книге и т. д.
Широко представлены возможности безопасности: поддержка соединений с защитой SSL,TLS, аутентификации DIGEST-MD5; также есть поддержка OpenPGP (как встроенная, так и внешняя с помощью GnuPG или PGP) и S-MIME, антивирусов, антиспама, пользовательских фильтров. Позволяет хранить пароли используя KWallet в зашифрованном виде, предотвращающим похищение паролей.
KMail позволяет импортировать почтовые базы и настройки из других клиентов электронной почты, включая Mozilla Thunderbird, Netscape, Microsoft Outlook и Outlook Express, The Bat! и других.